# Callionymus marleyi
Callionymus marleyi, tên thông thường là cá đàn lia Marley, là một loài cá biển thuộc chi Callionymus trong họ Cá đàn lia. Loài này được mô tả lần đầu tiên vào năm 1919.

## Phân bố và môi trường sống
C. marleyi có phạm vi phân bố ở Tây Ấn Độ Dương. Loài này được tìm thấy từ Biển Đỏ trải dài xuống phía nam, dọc theo bờ biển Đông Phi (bao gồm các đảo ngoài khơi) đến Mũi Hảo Vọng; và từ vịnh Ba Tư về phía đông, dọc theo bờ biển Ấn Độ. C. marleyi sống trên đáy cát, được ghi nhận ở độ sâu khoảng 20 m trở lại.

## Mô tả
Chiều dài tối đa được ghi nhận ở C. marleyi là khoảng 13 cm. C. marleyi là loài dị hình giới tính. Màu sắc cơ thể cả hai giới thay đổi từ vàng sang nâu sẫm; ngoại trừ vùng bụng màu trắng. Thân trên có nhiều đốm màu xanh lam sáng và nâu sẫm; 4 - 5 mảng đốm lớn dọc lưng. Đường bên kéo dài từ mắt đến cuối tia vây đuôi thứ 4. Vây lưng thứ nhất của cá mái có màu đen với một đốm đen lớn trên màng vây; phía trước có màu cam. Vây lưng thứ nhất của cá đực màu xám nhạt với các vạch đen. Gai vây lưng thứ nhất dài nhất ở cả hai giới. Vây đuôi bo tròn, nhiều đốm nâu. Rìa dưới của vây đuôi có dải màu đen.
Số gai ở vây lưng: 4; Số tia vây mềm ở vây lưng: 9; Số gai ở vây hậu môn: 0; Số tia vây mềm ở vây hậu môn: 8; Số tia vây mềm ở vây ngực: 17 - 19; Số gai ở vây bụng: 1; Số tia vây mềm ở vây bụng: 5.
Thức ăn của C. marleyi là các loài động vật không xương sống (bao gồm giun và ốc biển).